# Eero Heinäluoma
Eero Olavi Heinäluoma (Kokkola, Finlàndia 1955) és un polític finlandès, membre del Partit Socialdemòcrata, és President del Parlament de Finlàndia des del 23 de juny de 2011. Anteriorment ocupà els càrrecs de Viceprimer Ministre i Ministre de Finances (2005-2007), en el primer govern de Matti Vanhanen.

## Carrera
Eero Heinäluoma va néxier el 4 de juliol de 1955 a Kokkola, un poble situat a la Ostrobòtnia, a Finlàndia. És fill d'un bomber i d'una empleada d'una fàbrica de cuirs.
Durant la seva etapa d'estudiant no va aconseguir graduar-se, i per això va començar la seva vida laboral de força jove. Durant aquests anys treballà en tallers, magatzems i a la ràdio, entre d'altres.
Quan tenia 25 anys, el 1980, es va presentar a l'examen per accedir a la universitat, el qual va aprovar. Cursà ciències polítiques, tot i que no acabà el grau. Posteriorment, va dedicar-se a l'organització sindical a la Suomen Ammattiliittojen Keskusjärjestö (Organització Central dels Sindicats Finlandesos), el principal sindicat del país. Entre 1983 i 2002 hi va ocupar diversos càrrecs (va arribar a ocupar-ne la direcció entre 2000 i 2002).
Des de jove milità al Partit Socialdemòcrata, en el qual l'any 2002 fou nomenat secretari. A les eleccions parlamentàries del 16 de març de 2003 fou elegit diputat per la circumscripció d'Uusimaa, fou reelegit el 2007 i el 2011.
Després de la derrota a les eleccions del 2003, el líder dels socialdemòcrates, Paavo Lipponen, anuncià la convocatòpria d'un congrés per tal d'elegir el seu successor. Heinäluoma hi presentà candidatura i s'hagué d'enfrontar a dos influents ministres, Erkki Tuomioja i Tuula Haatainen. Tot i això, finalment, el 10 de juny de 2005 fou elegit nou líder del Partit Socialdemòcrata, elegit en primera votació obtenint 201 dels 350 vots possibles, Tuomijoa en va obtenir 138 i Haatainen 11.
El 23 de setembre de 2005, el Primer Ministre Matti Vanhanen efectuà una reformà del govern (en el qual els socialdemòcrates hi participaven en coalició amb el Partit del Centre i el Partit Popular Suec) hi nomenà a Heinäluoma Viceprimer Ministre i Ministre de Finances, substituint a Antti Kalliomäki.
A les eleccions parlamentàries del 18 de març de 2007, es va presentar com a cap de llista. Els resultats foren força pobres, perquè els socialdemòcrates perderen 8 escons (de 53 a 45 diputats), i passaren de la segona a la tercera força parlamentària (per darrere del Partit del Centre i del Partit de la Coalició Nacional). Finalment el 19 d'abril de 2007 aquests dos partits més la Lliga Verda i el Partit Popular Suec formaren coalició, i els socialdemòcrates passaren a l'oposició, per tant deixà els ministeris.
Al mes de febrer de 2008, Heinäluoma presentà la seva dimissió com a líder dels socialdemòcrates, la decisió fou presa pels mals resultats a les eleccions del 2007 i la davallada a les enquestes dels mesos posteriors.
Finalment, el 22 de juny de 2008 deixà el càrrec a la nova líder elegida fruit del congrés del partit, Jutta Urpilainen.
Al febrer de 2010 va acceptar en ser nomenat cap del grup parlamentari socialdemòcrata al Parlament (Eduskunta), ocupà el càrrec fins al juny de 2011.
El 23 de juny de 2011 fou elegit President del Parlament amb els vots dels sis partits del govern de Jyrki Katainen (Partit de la Coalició Nacional, Partit Socialdemòcrata, Aliança d'Esquerra, Lliga Verda, Partit Popular Suec i Demòcrata-Cristians).

## Vida personal
Està casat amb Satu Siitonen-Heinäluoma, professora d'escola primària, amb qui té tres fills: Evelina, Ida i Risto-Matti.